# T.W.L/イエローパンジーストリート
『T.W.L/イエローパンジーストリート』（ティー ダブリュー エル / イエローパンジーストリート）は、関ジャニ∞の16枚目のシングル。2011年4月20日にインペリアルレコードから発売された。

## 概要
- 前作『LIFE〜目の前の向こうへ〜』から約8か月振りのリリース。シングル3か月連続リリース第1弾。
- 『∞SAKAおばちゃんROCK/大阪ロマネスク』以来約5年振りの両A面シングル。
- CDは初回限定 TVアニメ盤、初回限定 映画盤、通常盤の3形態で発売。
- 表題曲「T.W.L」は、テレビ朝日系アニメ『クレヨンしんちゃん』のオープニングテーマである[16]。
  - テレビ版と同時期に公開された、東宝配給劇場アニメ『映画クレヨンしんちゃん 嵐を呼ぶ黄金のスパイ大作戦』のオープニングテーマとしても起用された[17]。
  - 同曲は、ゆずの北川悠仁からの楽曲提供である[18]
    - 北川が他アーティストに楽曲提供するのは今回が初である[18]。
    - 2015年5月17日、自身の冠番組であるテレビ朝日系『関ジャム 完全燃SHOW』にて、楽曲を提供したゆずと初めて同曲でのコラボレーションを行った[19][注 2]。
    - 2022年12月31日、NHK『第73回NHK紅白歌合戦』にて、約7年半振りにゆずと同曲でのコラボレーションを行った[20][21]。

  - 同曲は、自身のライブツアー『KANJANI∞ LIVE TOUR 2010→2011 8UPPERS』のうち、千秋楽である2010年12月31日に開催された大阪・京セラドーム大阪公演にて初披露された[22]。
  - 同曲は、5thフルアルバム『FIGHT』、1stベストアルバム『8EST』に収録されているが、どちらもブラスアレンジが施されたアルバムバージョンで収録されており、2021年9月時点でシングルバージョンはアルバム未収録である。
- 表題曲「イエローパンジーストリート」は、東宝配給劇場アニメ『映画クレヨンしんちゃん 嵐を呼ぶ黄金のスパイ大作戦』の主題歌である[16]。
  - 2作連続、通算2曲目のシングルでのバンド曲である。
  - 自身が映画主題歌を担当するのは2004年のデビュー以来初である[23][注 3]。
  - 同映画には、メンバーの村上信五と大倉忠義が声優として特別出演した[25]。どちらも声優初挑戦となる[25]。
- 前述のライブツアーのうち、2010年12月19日に開催された東京・東京ドーム公演にて、アニメ『クレヨンしんちゃん』のテレビ版と映画版の両主題歌を務めることを発表[26]。
  - 同アニメにおいて、テレビアニメ・映画の両主題歌を同一アーティストが同時に担当するのは史上初である[23]。
  - 同アニメのプロデューサーは「クレヨンしんちゃんは、テレビで楽しい笑いを全国のお茶の間に届けていますが、映画ではカッコいい一面も垣間見せます。“面白さ”と“カッコよさ”、2つのキャラを同時に表現できるアーティストとして、歌と笑いに精通した関ジャニ∞さんは、『クレヨンしんちゃん』の世界観にピッタリです」と起用理由を明かした[23]。
  - 同アニメの歴代OP曲で男性アーティストが歌唱してる楽曲としては、1998年4月24日から2000年3月17日までに使用された「とべとべおねいさん」以来約11年振り2回目であり、男性アーティストが単独で歌唱してる楽曲は初である。
- 初回限定盤には特典DVDを収録。
  - 初回限定 TVアニメ盤には、表題曲「T.W.L」のミュージック・ビデオとメイキング映像を収録[27]。
  - 初回限定 映画盤には、表題曲「イエローパンジーストリート」のミュージック・ビデオとメイキング映像を収録[27]。
- 自身のシングルでカップリングが存在しないシングルは、企画盤であった『GIFT』3作を除き、2021年9月現在、本作と3rdシングル『好きやねん、大阪。/桜援歌(Oh!ENKA)/無限大』の2作のみである。
- 本作と次作『マイホーム』と『365日家族』のシングル3ヶ月連続リリース合同企画として、『KANJANI∞ [∞(chain)GIFT]』を実施[28]。
  - 本作を店頭で購入すると配布された「KANJANI∞ [∞(chain)GIFT] 応募券」にて応募すると、「『T.W.L/イエローパンジーストリート』携帯待ち受けフラッシュ」が2011年6月30日までダウンロード出来た[29]。
  - 2011年7月15日 - 31日、前述の3作の合同企画として、「[∞(chain)GIFT] FLASH FOU YOU!」と題した各コンテンツが期間限定で配信された[28]。配信内容は以下の通り（原文ママ）。

1. 約3ヵ月間のカレンダー機能
2. あなただけに贈るメンバーの日替わりコメント
3. 特別な日にはお楽しみ機能あり
4. 電池・電波で変化 など
- 2024年1月1日、デビュー20周年を記念し、過去にリリースされた全楽曲が各種音楽ダウンロードサービス、サブスクリプションサービスで配信されることに伴い、表題曲「T.W.L」がベストアルバム『8EST』の収録曲、「イエローパンジーストリート」が『8EST』およびシングル『喝采』の収録曲[注 4]、同年1月24日には表題曲2曲がアルバム『FIGHT』の収録曲として配信開始され、同年1月31日には本作の全収録曲の配信も開始された[30][31][32]。

### 各形態概要
| 特典内容                                                           | 形態                   |
| ------------------------------------------------------------------ | ---------------------- |
| 特典DVD（詳細は#特典DVDを参照）                                    | 初回限定 TVアニメ盤    |
| 特典DVD（詳細は#特典DVDを参照）                                    | 初回限定 映画盤        |
| KANJANI∞ [∞(chain)GIFT] 「T.W.L/イエローパンジーストリート」応募券 | 全形態（初回プレス分） |

## 販売形態
- 発売日：2011年4月20日
  - 初回限定 TVアニメ盤（TECI-822：CD+DVD）
  - 初回限定 映画盤（TECI-823：CD+DVD）
  - 通常盤（TECI-824：CD）
    - 「クレヨンしんちゃん×関ジャニ∞」コラボジャケット仕様
- 発売日：2015年7月1日
  - 通常盤：再発売（JACA-5532：CD）
    - 自身の所属レコード会社を『テイチクエンタテインメント』から『INFINITY RECORDS』へ移籍したため、INFINITY RECORDSより再発売。
- 発売日：2019年7月12日
  - 通常盤：十五催ハッピープライス盤（JSNC-1516：CD）
    - 自身の配信アプリ『関ジャニ∞アプリ』対応のため、15%オフでの再発売。
- 発売日：2024年1月31日
  - 配信作品
    - デビュー20周年を記念した音楽ダウンロードサービスおよびサブスクリプションサービスでの配信[30][31][32]。

## チャート成績

### シングルチャート順位
- オリコンチャート
  - 初日8.4万枚を売り上げ2011年4月19日付の「オリコンデイリー CDシングルランキング」で初登場1位を獲得した[1]。
  - 初週20.1万枚を売り上げ、2011年5月2日付の「オリコン週間 CDシングルランキング」で週間1位を獲得した[2]。
    - 3作連続、通算11作目のシングル1位となった。

  - 累計227,754枚を売り上げ、2011年4月度「オリコン月間 CDシングルランキング」で月間1位を獲得した[3]。
    - シングル・アルバムを通して、月間チャート1位獲得は自身初である。

  - 累計252,634枚を売り上げ、2011年度「オリコン上半期 CDシングルランキング」で上半期7位を獲得した[4]。
  - 累計257,932枚を売り上げ、2011年度「オリコン年間 CDシングルランキング」で年間19位を獲得した[5]。
- Billboard JAPAN
  - 2011年4月27日公開の「Billboard JAPAN Top Singles Sales」で週間1位を獲得した[6]。
  - 2011年度「Billboard Japan Top Singles Sales Year End」で年間11位を獲得した[7]。

### 各曲チャート順位
- Billboard JAPAN
  - 2011年4月27日公開の「Billboard Japan Hot 100」で「T.W.L」が週間1位、「イエローパンジーストリート」が週間94位を獲得した[8]。
  - 同日公開の「Billboard Japan Hot Animation」で「T.W.L」が週間1位、「イエローパンジーストリート」が週間6位を獲得した[9]。
    - 「T.W.L」は、翌5月4日[10]、5月11日公開の同チャートでも1位を獲得した[11]。
    - 3週連続チャート1位獲得は自身初である。

  - 2011年度「Billboard Japan Hot Animation of the Year 2011」で「T.W.L」が年間1位を獲得した[12]。
    - 自身の楽曲が年間チャートの1位獲得は初である。

  - 2011年度「Billboard Japan Hot 100 Year End」で「T.W.L」が年間31位を獲得した[14]。
  - 関ジャニ∞は、同年の「Billboard Japan Hot 100」の年間チャートに同曲を含む計4曲がチャートインし、AKB48と並び、同年度最多楽曲をチャートインさせたアーティストとなった[13]。

## 収録曲

### CD

#### 通常盤・初回限定TVアニメ盤・配信
※「オリジナル・カラオケ」は通常盤のみ収録。
1. T.W.L - [4:15]
作詞・作曲：北川悠仁
編曲：野間康介
  - テレビ朝日系アニメ『クレヨンしんちゃん』13代目オープニング・テーマ[16]
  - 東宝配給劇場アニメ『映画クレヨンしんちゃん 嵐を呼ぶ黄金のスパイ大作戦』オープニングテーマ[17]
  - ゆずの北川悠仁からの楽曲提供。
  - 楽曲を提供したゆずのベストアルバム『YUZU YOU』にて、同曲のセルフカバーを収録[33]。
  - 曲名の略は公式では出ていないがスポーツ紙に発表になった際に「タオル（ToWeL）」の略と記されており、『クレヨンしんちゃん』の映像でもキャラクターたちがタオルを振っているシーンがあり、後に作曲者の北川本人も「T.W.Lはタオルのこと」と語っている[34]。
  - 自身のLIVEや音楽番組で同曲を披露する際、間奏のハーモニカのパートを錦戸亮が演奏している[注 5]。
2. イエローパンジーストリート - [4:51]
作詞・作曲：TAKESHI
編曲：久米康隆、TAKESHI
ブラスアレンジ：YOKAN
  - 東宝配給劇場アニメ『映画クレヨンしんちゃん 嵐を呼ぶ黄金のスパイ大作戦』主題歌[16]
  - 楽曲を制作したTAKESHIによれば「イエローパンジーストリート（Yellow Pansy Street）」の最初の文字をとって逆から読むと、映画の題材である「スパイ（SPY）」となっている[35]。またシングルのジャケットでは「T.W.L」と合わせて「Y.P.S」となっておりこちらも「スパイ」と読めるようになっている。
3. T.W.L (オリジナル・カラオケ)
4. イエローパンジーストリート (オリジナル・カラオケ)

#### 初回限定映画盤（CD）
1. イエローパンジーストリート
2. T.W.L

### 特典DVD

#### 初回限定TVアニメ盤（特典DVD）
| #         | タイトル                  | 作詞  | 作曲・編曲 | 時間  |
| --------- | ------------------------- | ----- | ---------- | ----- |
| 1.        | 「T.W.L」(Music Clip)     |       |            | 4:18  |
| 2.        | 「T.W.L」(メイキング映像) |       |            | 16:54 |
| 合計時間: | 合計時間:                 | 21:12 |            |       |

#### 初回限定映画盤（特典DVD）
| #         | タイトル                                       | 作詞  | 作曲・編曲 | 時間  |
| --------- | ---------------------------------------------- | ----- | ---------- | ----- |
| 1.        | 「イエローパンジーストリート」(Music Clip)     |       |            | 4:55  |
| 2.        | 「イエローパンジーストリート」(メイキング映像) |       |            | 12:28 |
| 合計時間: | 合計時間:                                      | 17:23 |            |       |

## 楽曲提供者
- 北川悠仁（ゆず）
  - 「T.W.L」（作詞・作曲）

## 収録作品

### アルバム
T.W.L
- 5thアルバム『FIGHT』

※アルバムバージョンを収録。
- 1stベストアルバム『8EST』

※上述のアルバムバージョンを収録。
- 2ndベストアルバム『GR8EST』（201∞限定盤 特典CD）

※メドレーの1曲として収録。
- コンピレーションアルバム『プリッと!こんぷりーと クレヨンしんちゃん30周年記念テーマソング集』

イエローパンジーストリート
- 5thアルバム『FIGHT』
- 1stベストアルバム『8EST』
- 配信限定アルバム『関ジャニ∞のいろは』

※5人の再録バージョンおよび1ハーフバージョンを収録。
- コンピレーションアルバム『プリッと!こんぷりーと クレヨンしんちゃん30周年記念テーマソング集』
- 配信限定アルバム『関ジャニ∞のいろは2023』

※5人の再録バージョンおよび1ハーフバージョンを収録。

### シングル
イエローパンジーストリート
- 47thシングル『喝采』（通常盤）

※5人の再録バージョン『イエローパンジーストリート -Re:8EST Edition-』を収録。

### 映像作品

#### ライブ映像
T.W.L
- 8thライブDVD/Blu-ray『KANJANI∞ 五大ドームTOUR EIGHT×EIGHTER おもんなかったらドームすいません』
- 1stベストアルバム『8EST』（初回限定盤A 特典DVD）
- 9thライブDVD/Blu-ray『KANJANI∞ LIVE TOUR!! 8EST 〜みんなの想いはどうなんだい?僕らの想いは無限大!!〜』
- 10thライブDVD/Blu-ray『KANJANI∞ LIVE TOUR JUKE BOX』
- 12thライブDVD/Blu-ray『関ジャニズム LIVE TOUR 2014≫2015』
- 13thライブDVD/Blu-ray『関ジャニ∞リサイタル お前のハートをつかんだる!!』
- 14thライブDVD/Blu-ray『関ジャニ∞の元気が出るLIVE!!』
- 16thライブDVD/Blu-ray『関ジャニ'sエイターテインメント』
- 42ndシングル『crystal』（期間限定-多謝台湾-盤 特典DVD）
- 19thライブDVD/Blu-ray『十五祭』
- 20thライブDVD/Blu-ray『KANJANI'S Re:LIVE 8BEAT』
- 21stライブDVD/Blu-ray『KANJANI∞ STADIUM LIVE 18祭』

※初回限定盤Bの特典DVD/Blu-rayにも収録。
- 22ndライブBlu-ray/DVD『KANJANI∞ DOME LIVE 18祭』
- 50thシングル『アンスロポス』（初回限定「冬」盤・初回限定「炎」盤 特典Blu-ray/DVD）
- 23rdライブBlu-ray/DVD『超ARENA TOUR 2024 SUPER EIGHT』（完（CAN）全生産限定盤 特典Blu-ray/DVD）

※完（CAN）全生産限定盤・初回限定盤の『SUPER EIGHTアプリ』限定配信特典にも収録。
- 24thライブBlu-ray/DVD『超DOME TOUR 二十祭』

イエローパンジーストリート
- 11thライブDVD/Blu-ray『十祭』
- 21stライブDVD/Blu-ray『KANJANI∞ STADIUM LIVE 18祭』（初回限定盤A 特典DVD/Blu-ray）

## カバー
T.W.L
- ゆず
  - ベストアルバム『YUZU YOU』（2012年4月25日発売）
  - 配信限定ライブアルバム『YUZU ARENA TOUR 2022 SEES -ALWAYS with you-』（2022年9月17日配信）